# Schauren (bei Blankenrath)
Schauren ist eine Ortsgemeinde im Landkreis Cochem-Zell in Rheinland-Pfalz. Sie gehört der Verbandsgemeinde Zell (Mosel) an.

## Geographie
Schauren liegt im nördlichen Hunsrück in der Nähe der B 421.

## Geschichte
Die erste urkundliche Erwähnung stammt aus dem Jahre 1442. 1475 wird ein Gut urkundlich erwähnt, welches sich in Waldenhuysen und Schuren befinde und von Friedrich von Pyrmont an Friedrich Zandt von Merl verkauft worden sei. In den Jahren 1625 bis 1699 wird in Urkunden von einem Dorf- und einem Hochgericht in Schauren berichtet. Ab 1794 stand Schauren unter französischer Herrschaft und gehörte der Ort von 1798 bis 1814 zum Kanton Zell im Rhein-Mosel-Departement. 1815 wurde das Rheinland und damit auch Schauren auf dem Wiener Kongress dem Königreich Preußen zugeordnet. Bis zum Jahr 1839 bildeten die Orte Walhausen und Schauren eine Gemeinde.
Seit 1946 ist der Ort Teil des damals neu gebildeten Landes Rheinland-Pfalz. Durch das 8. Verwaltungsvereinfachungsgesetz vom 18. Juli 1970 mit Wirkung vom 7. November 1970 kam der Ort dann zur Verbandsgemeinde Zell.

## Politik

### Gemeinderat
Der Gemeinderat in Schauren besteht aus acht Ratsmitgliedern, die bei der Kommunalwahl am 9. Juni 2024 in einer Mehrheitswahl gewählt wurden, und dem ehrenamtlichen Ortsbürgermeister als Vorsitzendem.

### Bürgermeister
Patrick Henrici wurde am 9. Juli 2024 Ortsbürgermeister von Schauren. Bei der Direktwahl am 9. Juni 2024 war er als einziger Bewerber mit einem Stimmenanteil von 90,6 % gewählt worden.
Henricis Vorgänger Andreas Rössel hatte das Amt am 15. Juli 2014 von Rudolf München übernommen.